# Pimelodella eigenmanniorum
Pimelodella eigenmanniorum és una espècie de peix de la família dels heptaptèrids i de l'ordre dels siluriformes.

## Distribució geogràfica
Es troba a Amèrica: rius costaners de l'estat de Rio de Janeiro (Brasil).